# Alvan Adams
Alvan Leigh Adams (né le 19 juillet 1954 à Lawrence, Kansas) est un joueur professionnel américain de basket-ball.

## Biographie
Après une carrière à l'université d'Oklahoma, Alvan Adams fut sélectionné par les Suns de Phoenix au quatrième rang de la draft 1975 de la NBA. Cet intérieur de 2,06 m, qui remporta le trophée de NBA Rookie of the Year en 1976 et mena les Suns à la finales NBA. Il fut nommé au NBA All-Star Game cette saison-là, et il fut aussi membre de la « All-NBA Rookie Team ». Adams passa toute sa carrière avec les Suns et prit sa retraite en 1988 avec un total de 13 910 points en carrière. Son numéro 33 fut retiré, mais on autorisa Grant Hill à le porter.

## Palmarès de joueur
- Nommé Big Eight Conference Men's Basketball Player of the Year en 1975.
- Nommé NBA Rookie of the Year en 1976.
- Sélection pour le NBA All-Star Game en 1976.
- Sélection dans l'équipe NBA All-Rookie Team en 1976.